# South Park Rally
South Park Rally is een racespel voor de PlayStation, Microsoft Windows, Nintendo 64 en de Dreamcast, gebaseerd op de televisieserie South Park.

## Verhaal
South Park is onveilig geworden. De burgemeester heeft besloten om een rally te organiseren in de stad. Alle personages uit de serie racen nu door de stad in politieauto's, buggies en mini-Porsches. Iedereen heeft als doel voor ogen om te winnen.

## Personages

### Bespeelbaar vanaf het begin
- Stan
- Kyle
- Cartman
- Kenny
- Wendy
- Chef
- Officer Barbrady
- Jimbo

### Personages die de speler kan behalen
- Bebe
- Big Gay Al
- Damien
- Death
- Cartman (als politieman)
- Mr. Garrison
- Grandpa
- Jezus
- Mr. Mackey
- Starvin Marvin
- Dr. Mephisto
- Ned
- Pip
- Satan
- Shelly
- Scuzzlebutt*
- Tweek
- Ike
- Sheila*
- Terrance & Phillip
- Liane*

*Niet in de Nintendo-versie